# أهل سيود (المحفد)

تعديل مصدري - تعديل

أهل سيود هي إحدى قرى عزلة المحفد بمديرية المحفد التابعة لمحافظة أبين، بلغ تعداد سكانها 24 نسمة حسب تعداد اليمن لعام 2004.